# Achalcus niger
Achalcus niger är en tvåvingeart som beskrevs av Marc Pollet 2005. Achalcus niger ingår i släktet Achalcus och familjen styltflugor. Inga underarter finns listade i Catalogue of Life.